# Nissan S30
La Nissan S30 è il nome del progetto di una serie di autovetture sportive prodotte dalla casa automobilistica giapponese Nissan Motor e vendute a marchio Nissan sul mercato giapponese e a marchio Datsun nel resto del mondo.
Della serie fanno parte le Datsun 240Z, Datsun 260Z e Datsun 280Z prodotte dal 1969 al 1979.

## Storia

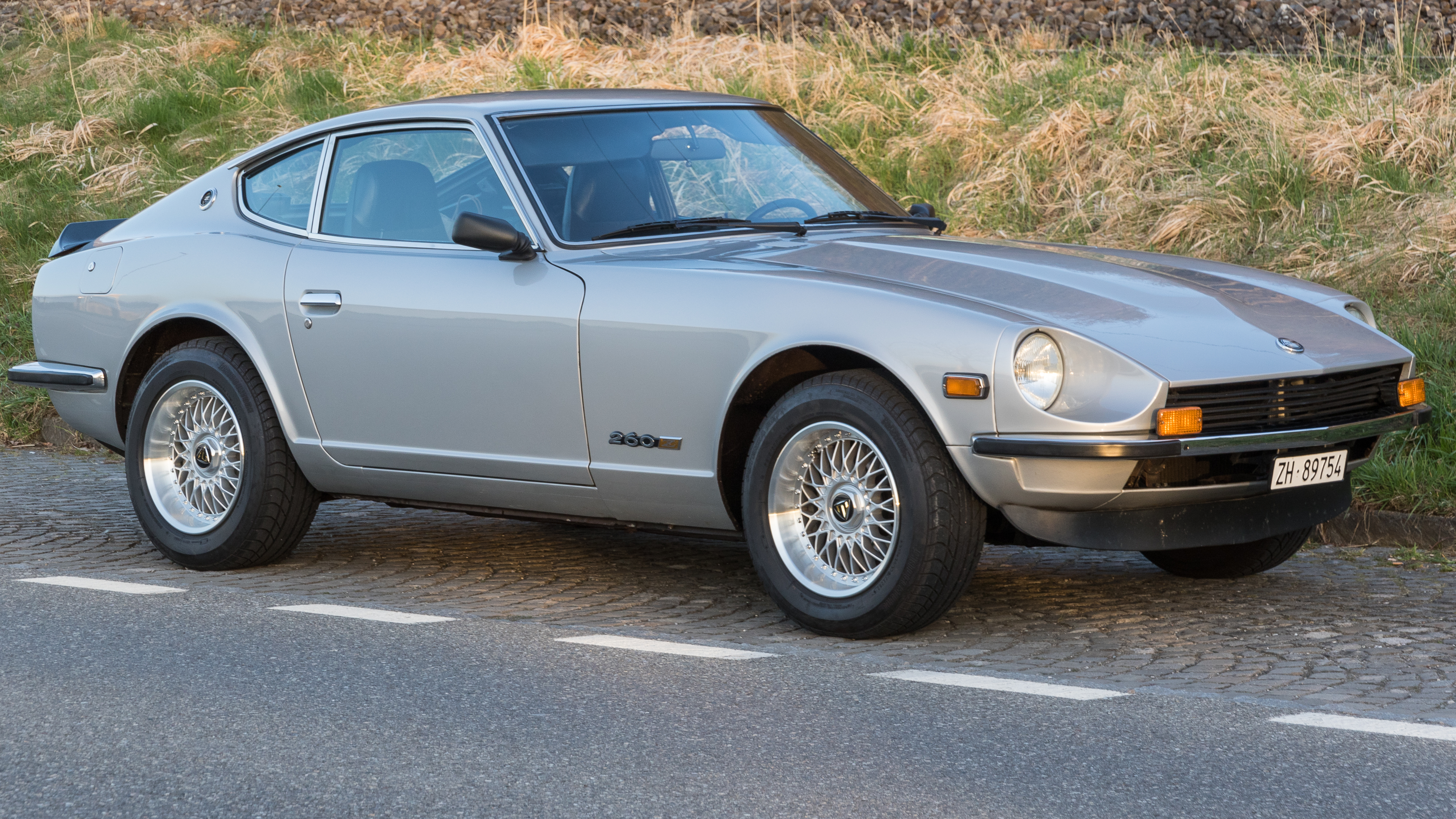
Una Datsun 260Z

Presentata nel 1969, era una coupé a due posti, dotata di MacPherson anteriore e posteriore derivato da vetture di serie. 
Il motore era derivato dalla 510 Sedan con l'aggiunta di due cilindri ottenendo così un motore a sei cilindri in linea 2,4 litri SOHC da 150 CV.
Il cambio della vettura destinato in America era manuale a quattro velocità, mentre in Europa si dispose un 5 marce, era dotata di freni a disco all'anteriore e a tamburo al posteriore. Per le proporzioni della sua linea si era preso come riferimento la Ferrari 250 GTO, mentre per il lungo cofano l'ispirazione era arrivata dalla Jaguar E-Type. Il design degli interni era molto pulito pur senza grandi innovazioni, con sedili sportivi che includevano i poggiatesta.

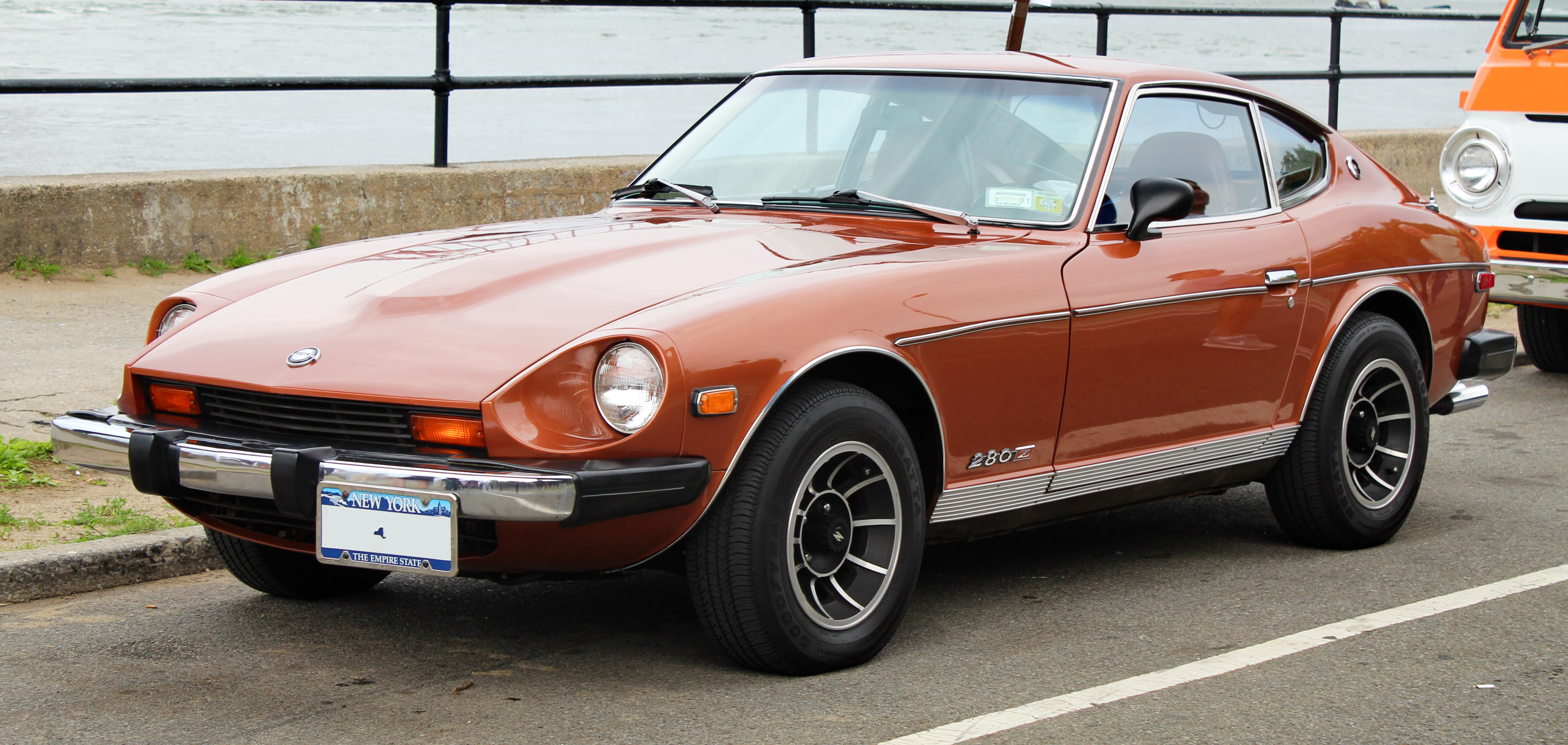
Una Datsun 280Z

La 240Z accelerava da 0-60 mph in 8,2 sec e copriva il quarto di miglio in 15,5 secondi.
Da questo modello presero vita gli anni successivi i modelli 260Z e 280Z le cui differenze riguardavano soprattutto la cilindrata del motore, aumentate a 2,6 e 2,8 litri, mentre la potenza rimaneva costante a causa delle normative americane anti inquinamento.

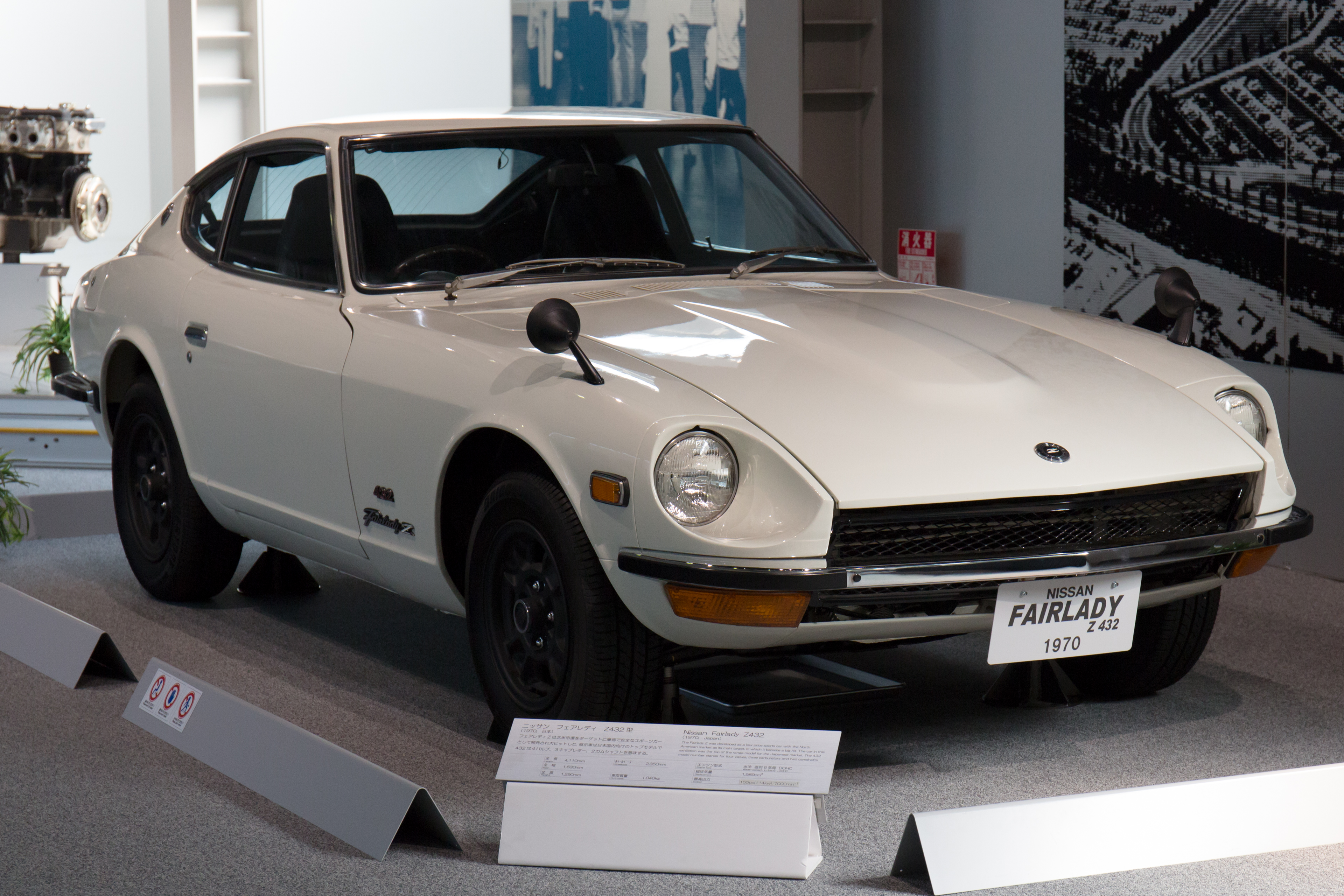
Una Nissan Fairlady Z432

Nel Novembre del 1969 venne lanciata sul mercato una versione speciale della 240Z, la Fairlady 432Z, che era equipaggiata con lo stesso propulsore a 6 cilindri in linea DOHC 24 valvole S20 che equipaggiava la Skyline GT-R. La numerazione 432 fa riferimento alle 4 valvole, 3 carburatori e 2 alberi a camme di cui la vettura era provvista. Era equipaggiata di cerchi in magnesio come dotazione di serie.
Di questa versione venne prodotta una serie speciale, denominata Z432R, per permettere l'omologazione della vettura alle competizioni rallistiche. Costruita solo per il mercato giapponese, la R aveva una speciale livrea arancione abbinata a nuovi componenti di colore nero quali il cofano motore, lo spoiler anteriore e i cerchi in magnesio. L'intero corpo vettura era stato alleggerito ed era stato inoltre introdotto un sistema di sicurezza per la coppa dell'olio per evitare che il motore, a causa delle sollecitazione dovute al terreno sconnesso, la rompesse inavvertitamente.

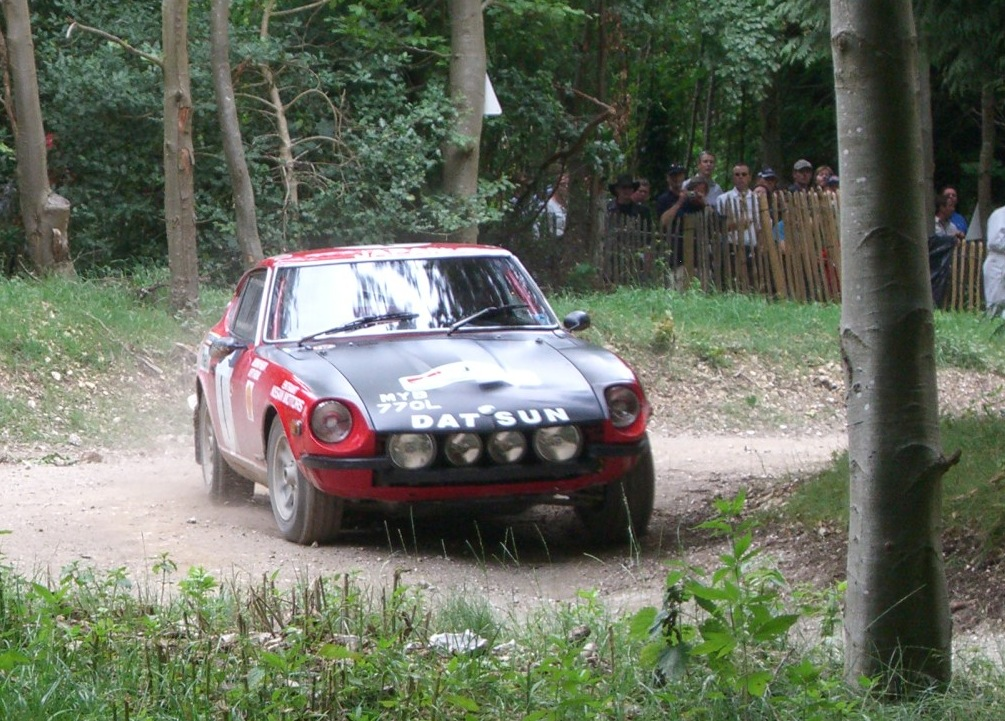
La 240Z di Aaltonen

## Attività sportiva
Dalla 240Z venne ricavata anche una versione per le gare rally che ottenne lusinghieri risultati nel Campionato Mondiale Rally con alla guida Rauno Aaltonen e venne impiegata anche al Safari Rally dove risultò vittoriosa nelle edizioni del 1971 e 1973 con i piloti E. Hermann e H. Schuller.